# Raaj Kumar
Raaj Kumar, nato Kulbhushan Pandit (Loralai, 20 ottobre 1926 – Mumbai, 3 luglio 1996), è stato un attore indiano.

## Filmografia parziale
- Nausherwan-E-Adil, regia di Sohrab Modi (1957)
- Madre India (Mother India), regia di Mehboob Khan (1957)
- Paigham, regia di S. S. Vasan (1959)
- Dil Ek Mandir, regia di C. V. Sridhar (1963)
- Waqt, regia di Yash Chopra (1965)
- Kaajal, regia di Ram Maheshwari (1965)
- Hamraaz, regia di B. R. Chopra (1967)
- Neel Kamal, regia di Ram Maheshwari (1968)
- Heer Ranjha, regia di Chetan Anand (1970)
- Maryada, regia di Arabind Sen (1971)
- Lal Patthar, regia di Sushil Majumdar (1971)
- Dil Ka Raja, regia di P. Madhavan (1972)
- Pakeezah, regia di Kamal Amrohi (1972)
- Kudrat, regia di Chetan Anand (1981)
- Ek Nai Paheli, regia di K. Balachander (1984)
- Marte Dam Tak, regia di Mehul Kumar (1987)
- Muqaddar Ka Faisla, regia di Prakash Mehra (1987)
- Jung Baaz, regia di Mehul Kumar (1989)
- Saudagar, regia di Subhash Ghai (1991)
- Tirangaa, regia di Mehul Kumar (1993)
- God and Gun, regia di Esmayeel Shroff (1995)